# Mali Kutyszcza
Mali Kutyszcza (ukr. Малі Кутища) – wieś na Ukrainie w rejonie kalinowskim obwodu winnickiego.